# 丽江蓝钟花
丽江蓝钟花（学名：Cyananthus lichiangensis）为桔梗科蓝钟花属的植物，为中国的特有植物。分布在中国大陆的西藏、云南、四川等地，生长于海拔3,000米至4,100米的地区，常生于山坡草地及林缘草丛中，目前尚未由人工引种栽培。